# 莫奇米林體育會
莫奇米林體育會（Mogi Mirim Esporte Clube），常稱莫奇米林（Mogi Mirim），是一支巴西聖保羅的足球會，成立於1932年2月1日，在巴保聯作賽。球隊的主場能容納接近20000人，穿上全紅色球衣。球隊的主席是著名球星李華度。